# Australische Gruppe

Staaten, die Mitglieder in der Australischen Gruppe sind

Die Australische Gruppe (engl. Australia Group) ist ein seit April 1985 bestehender, informeller Zusammenschluss von 40 Staaten sowie der Europäischen Kommission, die die Chemiewaffenkonvention und das Übereinkommen für biologische Waffen (engl. Biological Weapons Convention) unterzeichnet haben. Sie erarbeitet Vorschläge, wie die Mitgliedsstaaten die Anwendung und Verbreitung von chemischen und biologischen Waffen verhindern können, ohne den rechtmäßigen Handel mit diesbezüglichen Gütern einzuschränken. Letzteres liegt im Eigeninteresse der teilnehmenden Staaten, da diese zu den führenden Exporteuren auf dem Gebiet der chemischen Industrie und Biotechnologie zählen.

## Teilnehmer
Die Teilnehmerstaaten sind Argentinien, Australien, Belgien, Bulgarien, Dänemark, Deutschland, Estland, die Europäische Kommission, Finnland, Frankreich, Griechenland, Großbritannien, Irland, Island, Italien, Japan, Kanada, die Republik Korea, Kroatien, Lettland, Litauen, Luxemburg, Malta, Neuseeland, Niederlande, Norwegen, Österreich, Polen, Portugal, Rumänien, Schweden, die Schweiz, die Slowakische Republik, Slowenien, Spanien, die Tschechische Republik, die Republik Türkei, Ukraine, Ungarn, die USA und die Republik Zypern.
Delegierte treffen sich einmal jährlich in Paris. Seit dem ersten Zusammentreffen sind zu den 14 Gründungsmitgliedern bis heute 27 weitere Staaten sowie die Europäische Kommission hinzugekommen. Seit 2007 ist Kroatien das jüngste Teilnehmerland.